# Nai Kashmir
Nai Kashmir (Danh pháp khoa học: Cervus canadensis hanglu) còn gọi là Hangul là một phân loài của loài nai sừng xám Bắc Mỹ bản địa của Ấn Độ, đặc biệt là ở Jammu và Kashmir, nơi nó là động vật biểu tượng quốc gia. Nai Kashmir là loài nguy cấp nghiêm trọng được ghi nhận bởi IUCN theo như dân số được tính 160 cá thể trưởng thành trong cuộc điều tra dân số năm 2008.

## Đặc điểm
Phân loài nai này có một miếng vá mông sáng mà không bao gồm đuôi. Màu lông của nó cơ bản là màu nâu với một đám các sợi lông. Phần bên trong của mông là màu xám trắng, theo sau là một dòng trên mặt trong của đùi và màu đen ở phía trên của đuôi. Mỗi sừng nai bao gồm năm nhánh. Các chùm tia cong vào trong, trong khi lông mày và nhánh phụ thường gần nhau. Được biết đến với gạc của nó tuyệt vời với 11 đến 16 điểm, hangul đã từng phân bố rộng rãi ở vùng núi Kashmir. 

## Phân bố
Nai Kashmir sống chung trong các nhóm từ hai đến 18 cá thể trong các khu rừng rậm ven sông, thung lũng cao, miền núi và thung lũng Kashmir và miền bắc Chamba ở Himachal Pradesh. Trong vùng Kashmir, nó được tìm thấy tại Vườn quốc gia Dachigam (ở độ cao 3.035 mét), Rajparian Wildlife Sanctuary, Overa Aru, Sind Valley, và trong các khu rừng của Kishtwar & bhaderwah.

## Đe dọa
Những con nai này khi đánh số xác định từ khoảng 5.000 loài động vật vào đầu thế kỷ 20. Thật không may, chúng bị đe dọa, do mất môi trường sống, do cạnh tranh không lại với việc chăn thả gia súc của hộ gia đình và bị săn trộm. Điều này giảm xuống số lượng còn thấp như 150 động vật vào năm 1970. Tuy nhiên, các bang Jammu & Kashmir, cùng với IUCN và WWF đã chuẩn bị một dự án để bảo vệ loài động vật này. Nó được gọi là Project Hangul. Điều này mang lại kết quả tuyệt vời và dân số tăng lên đến hơn 340 năm 1980.
Phần lớn các tài liệu xuất bản trước đây là do phân biệt EP Gee, một thành viên của Bombay Natural History Society. Một thời gian ngắn trước khi đoàn thám hiểm đã được gắn kết, Fiona Guinness và Tim Clutton-Brock, cả hai chuyên gia lưu ý nai này, đã đến thăm Kashmir và đã thu thập được một số dữ liệu hữu ích lĩnh vực, trong đó khẳng định rằng số Hangul đã ở mức nguy hiểm thấp.
Hiện nay chúng đang chiến đấu cho sự sống còn của nó trong pháo đài cuối cùng của mình, chúng đang nằm rải rác trong vòng 141 km² của Vườn Quốc gia Dachigam nằm trên chân đồi của dãy Zabarwan ở ngoại ô Srinagar. Trong những năm 1940, số lượng của chúng được cho là khoảng 3.000-5.000. Theo điều tra dân số mới nhất trong năm 2008, chỉ có khoảng 160 tồn tại. Có kế hoạch để gây giống chúng trong điều kiện nuôi nhốt để tăng cơ hội sống sót.